# Ardeosaurus
Ardeosaurus is een geslacht van uitgestorven reptielen die leefden in het Laat-Jura.

## Kenmerken
De platte, driehoekige schedel van deze dieren was aan de voorkant afgerond. De grote ogen stonden aan de zijkanten van de kop. Het lichaam was zwak beschubd. Vermoedelijk bezaten de dieren aan de poten hechtlamellen, gespecialiseerde schubben onder de tenen, waarmee ze de mogelijkheid hadden om net als gekko's in bomen te klimmen.

## Leefwijze
De twintig centimeter lange dieren waren hoogstwaarschijnlijk nachtdieren, die jacht maakten op insecten, spinnen en kleine hagedissen aan rivieroevers en in vochtige bosgebieden.

## Vondsten
Fossielen werden gevonden in de Solnhofener kalksteen uit het Laat-Jura van Beieren, Zuid-Duitsland.